# Застава Русије
Застава Русије (рус. Флаг России), или службено Државна застава Руске Федерације (рус. Госуда́рственный флаг Росси́йской Федера́ции), један је од националних симбола Русије, поред грба и химне. То је тробојна застава која се састоји од три једна хоризонтална поља: горњег бијелог, средњег плавог и доњег црвеног. Однос ширине заставе наспрам њене дужине је 2:3.

## Препоручене боје заставе
Федерални уставни закон о државној застави Руске Федерације не одређује нијансе боја.
Према ГОСТ Р 51130-98 „Застава државна Руске Федерације. Општи технички услови”, боја сваког поља заставе мора да одговара броју боје из Атласа боја Свесавезног центра за развој асортимана лаке индустрије, моде и културе одјеће (ВЦАМлегпрома) или Атласа боја Pantone, међутим бројеви боја према атласима нису назначени. Руски државни органи, када наручују израду панела државне заставе Русије, наводе сљедеће боје Pantone: бијела (боја без додатних тонова), плава (pantone 286С) (solid coated) и црвена (pantone 485С) (solid coated).
| Боја | Бијела                  | Плава                | Црвена                |
| ---- | ----------------------- | -------------------- | --------------------- |
|      | White                   | 286C                 | 485C                  |
|      | 0,0,0,0                 | 100,68,0,37          | 0,81,87,15            |
|      | 255, 255, 255 (#ffffff) | 0, 57, 166 (#0039a6) | 213, 43, 30 (#d52b1e) |
|      | #FFFFFF                 | #0039A6              | #D52B1E               |

Норме боја Државне заставе Руске Федерације примјењују се и на регистарске таблице возила, усаглашене према стандарду (додатак Г к ГОСТу Р 50577-93).
Албум националних застава, које издаје Поморска хидрографска и океанографска служба Француске приказује сљедеће нијансе боја Pantone:
| Боје    | Бијела | Плава | Црвена |
| ------- | ------ | ----- | ------ |
| Pantone | White  | 293C  | 485C   |

## Историја
Претече савремене руске државне заставе у Древној Руси биле су кнежевски стегови у виду дугих мотки са гранама дрвећа, сноповима биља или коњском гривом на врху, а затим са клинастим комадима тканина јарких боја. Стег, на чијем се платну од 14. вијека налазио приказ светитеља (Исус Христос, Богородица и свеци, православни крстови), почео се називати знамењем.
Ријеч флаг (од хол.  — „застава”) ушла је у широку употребу у Русији још од времена императора сверуског Петра I. До тада су се користили само изрази знамя, стяг, хоругвь, прапор. У документима из друге половине 17. вијека, који се односе на изградњу првог руског пловила „Орао”, говори се о знамењима пловила. Петар I је значајно проширио руски систем знамења: поред знамења армијских пукова, јављају се царске, затим императорске, стандарте, заставе војне и трговачке флоте.
Прва званична државна (национална) застава Руске Империје била црно-жуто-бијела застава, одобрена указом императора сверуског Александра II 1858. (фактички од 18. вијека до 1858. функцију националне заставе обављала је бијело-плаво-црвена застава, која се чешће сматрала националном застава како у Русији, као и у иностранству). Међутим, император сверуски Александар III је 1883. наредио да се зграде у свечаним приликама украшавају искључиво бијело-плаво-црвеном руском заставом. Већ 1896, император сверуски Николај II је потврдио статус бијело-плаво-црвене заставе као „националне” (истовремено, црно-жуто-бијела застава није званично укинута).

### Руска знамења од 16. до 17. вијека
Руска знамења од 16. до 17. вијека обично су била направљена од дамаста — кинеске свилене тканине са разводима, као и од тафте — глатке танке свилене тканине. Правоугаони дио платна зван је средина, а на њега пришивен правоугли троугао — нагиб, косина. Знамења су тада углавном била великих размјера: знамење Свемилосног Спаситеља, са којим је цар Иван Грозни кренуо у поход на Казањ 1552, било је дуго око 3 м и висине уз држач око 1,5 м. Био је то дугуљасти панел са нагибом, сачињен од гримизне тканине (према старим описима — „црволике”) боје. У средини знамења налазио се лик Спаситеља Нерукотвореног, а осовина знамења била је овјенчана позлаћеним сребрним крстом. У 16. и 17. вијеку ово знамење Ивана Грозног узимале су руске трупе у разним походима, а почетком 18. вијека, већ под Петром I, предато је Борису Шереметјеву, који је кренуо у поход против Швеђана.
Још већи је такозвани Велики стег Ивана Грозног. Направљен је од кинеског тафта; средина стега је азурна (свијетлоплава), нагиб је шећерни (бијела). Бордура уз обод стега је боје бруснице, а око косине је допуњен бојом мака (према опису — блиједо зелена). У азурној средини ушивен је круг од тамноплавог тафта у коме је на бијелом коњу приказан Исус Христос. По обиму круга су златни херувими и серафими, као и небеска војска на бијелим коњима. У нагибу се налази круг од бијелог тафта, а у њему лик арханђела Михаила на златном крилатом коњу.
Знамење кнеза Дмитрија Пожарског вијорило се над народним ополченијем, које је марширало од Нижњег Новгорода до Москве. Било је гримизне боје, а на једној страни се налазио лик Господа Сведржитеља, а на другој библијског војсковође Исуса Навина, који клечи пред арханђелом Михаилом, архистратигом небеске војске. Народно ополченије које су предводили Кузма Мињин и Дмитриј Пожарски окончало је Смутно вријеме и ослободило Москву од пољско-литванских окупатора. Знамење Дмитрија Пожарског је постављено у сеоској цркви у кнежевим посједима, гдје поштовано упоредо са иконама. Током Наполеонове инвазије 1812, направљена је истовјетна копија знамења кнеза Пожарског, која је потом предата Нижњегородском ополченију.
За вријеме цара Алексеја Михаиловича, чији је двор спроводио многе западне иновације, руско друштво је почело да се упознаје са „харалдичким укусом”: нпр. опис државног грба Русије је правно одређен. Необично свечано знамење направљено је 1666, или према другим изворима 1669, према именском царском указу, која се разликовала од претходних државних знамења, по томе што је повезивала црквену симболику са световном. Ово тзв. „грбовно знамење” било је „сачињено” од бијелог тафта, а обод знамења је био гримизне боје. У средини у кругу налазио се златни двоглави орао под три круне са скиптаром и шаром, а на грудима орла у штиту „цар на коњу копљем убада змију”. Испод орла је био приказ Московског кремља и натпис „Москва”. На горњој ивици је приказан Исус Христос и два православна крста са подножјем. Поред тога, на знамењу су насликани амблеми земаља поменутих у царској титулу, као и сама пуна царска титула. Аутор приказа био је пољски сликар Станислав Лопутски, а у раду су му помогли руски ученици Иван Безминов и Дорофеј Емолајев.
Грбовно знамење Петра I 1696. настало је по претходном обрасцу са средином и нагибом. Рађено је од црвене тканине са бијелим рубом. У средини знамења налазио се златни двоглави орао који лебди над морем (на мору су приказани једрењаци), а на грудима орла у кругу — Спаситељ на коњу. Поред орла су били апостоли Петар и Павле, који држе „камен вјере”; изнад камена је симболични приказ Светог Духа у воду голуба. Наведено знамење је направљено за други Азовски поход.
Грбовна знамења била су намијењена за свечане државне и црквене церемонију; у војним походима означавали су присуство господара у војсци.

### Застава брода „Орао”
Према историчару Евгенију Пчелову, појава руске државне заставе уско је повезана са настанком руске флоте.
Нису сачуване никакве мање-више поуздане информације о постојању поморских застава у Русији до друге половине 17. вијека, изузев слике заставе брода „Фредерик” на гравури из књиге Адама Олеаријуса „Детаљан опис путовања у Московију и Персију”. На овом броду 1636. руски посланици су отпутовали у Персију заједно са холштајнским посланством.
Под царем Алексејем Михајловичем, почела је градња првог руског војног брода у селу Дединово у Коломенског округа на ријеци Оки, намијењен за пловидбу у Каспијско језеро („за посједе од Астрахања до Хвалинског мора”). Радове је надгледао познати државни дјелатник Атанасије Ордин-Нашчокин, а у њима су учествовали холандски мајстори. Брод је поринут у мају 1668. године. Капетан брода је био Холанђанин Давид Бутлер.
Холандски трговац Јан ван Сведен, који је учествовао у организацији градње бродова (поред главног брода изграђена су још четири мања брода) и за то извршио неопходне набавке, још 1667. саставио је „Списак шта је још потребно за бродску конструкцију, осим онога што је сада купљено преко мора”. Ова слика је, између осталог, укључивала „киндјаке” (памучне тканине) за шивење бродских застава („знамење”). Истовремено, Јан ван Сведен је питао руску владу, какве би требало да буду ове заставе, будући да ће „… боје свих тих киндјаки указивати како је велики суверен; колико на броду буде, чије државе је брод, те државе стоји и знамење”.
Овом приликом су за цара Алексеја Михајловича припремили „Писмо о зачећу знака и знамења или заставе”, које је укључивало приказе знамења библијских дванаест племена Израиља, као и заставе поморских сила тог времена — Енглеске и Шкотске, Холандије, Шведске и Данске.
- Поморска застава Енглеске и Шкотске у личној унији (1606—1649. и 1660—1707);
застава Уједињеног Краљевства
(1707—1801)
- Застава Холандије
(послије 1648. г.)[28]
- Застава Шведске
- Застава Данске

За израду застава 9. (19) априла 1668